# Aspila hungarica
Aspila hungarica là một loài bướm đêm trong họ Noctuidae.